# T'immagini
T'immagini è un singolo di Vasco Rossi, scritto da Rossi per il testo e da Alberto Quarantotto e Rossi per la musica, presente nell'album del 1985 Cosa succede in città. Nel 2012 è stata pubblicata come singolo in vinile, con distribuzione Sony Music.

## Descrizione
T'immagini inizialmente avrebbe dovuto essere presentata al Festival di Sanremo 1984 da Valentino e, successivamente, sarebbe dovuta rientrare, come secondo inedito, nel precedente album live Va bene, va bene così.
A T'immagini si è ispirato Coez per la sua canzone Domenica.